# Thiodolf Sælan
Anders Thiodolf Sælan (Saelan), född 20 november 1834 i Villmanstrand, död 24 juni 1921 i Helsingfors, var en finländsk botaniker och läkare.
Sælan blev fysisk-matematisk kandidat 1856 och medicine doktor 1865 på avhandlingen Om självmordet i Finland i statistiskt och rättsmedicinskt hänseende. Han utgav 1858 en flora över östra Nylands kotyledoner och ormbunkar samt 1859 (tillsammans med William Nylander) en förteckning över botaniska samlingarna i museet, där han var amanuens 1859–66. Sedan han 1866 jämte Elias Lönnrot utgett den första finländska floran på finska språket, ägnade han sig mer uteslutande åt medicinen. Ännu 1916 utgav han emellertid en stor bibliografi över Finlands botaniska litteratur till och med år 1900.
Han var 1868–1904 överläkare vid Lappvikens centralanstalt för sinnessjuka, varmed 1894 förenades undervisning av medicine kandidater. Sælan införde i Finland de moderna synpunkterna inom psykiatrin och var landets främsta auktoritet på området.